# Dondi (artista)
Dondi, all'anagrafe Dondi Joseph White (Brooklyn, 7 aprile 1961 – 2 ottobre 1998), è stato un artista statunitense, tra i più influenti artisti nel movimento della street art.

## Biografia
Dondi nacque a Brooklyn da una famiglia afroamericana, primo di quattordici figli. Cresciuto in un clima di tensione causata da conflitti sociali nella città di New York, appoggiò diverse gang, entrando in una fase della sua vita particolarmente intensa. Nel 1984 trovò lavoro in un ufficio e iniziò a interessarsi alla street art. La sua opera di graffiti è importante nella corrente, in quanto Dondi fu il primo a utilizzare un derivato del proprio nome come tag: gli street artist dell'epoca, sapendo di commettere azioni illegali, preferivano o utilizzare pseudonimi o non firmarsi. Dondi morì di AIDS nel 1998. In suo onore è stata fondata la DONDI WHITE Foundation, per la ricerca su AIDS e HIV..

## Graffiti
Dondi sperimentò tecniche per la rappresentazione dei suoi graffiti, utilizzate dagli artisti di strada moderni. L'opera più importante di Dondi è Children of the Grave Again, un graffito presente su tre vagoni della metropolitana di New York. Il nome dell'opera cita una famosa canzone dei Black Sabbath La fotografa Martha Cooper pubblicò inavvertitamente su una copertina di New York Post il dettaglio di un suo graffito e decise pertanto, di documentare l'intera produzione artistica di Dondi, in accordo con l'artista stesso. La particolarità dei graffiti di Dondi, per l'epoca in cui è vissuto, era quella di non aver paura di seminare indizi che potessero ricondurre alla sua identità; al contrario, fa della sua tag l'oggetto centrale della sua opera, scritto in maniera comprensibile, in punti ben visibili dai binari della metropolitana. Dondi preparava infatti i suoi disegni cercando di preparare ogni dettaglio, prima di realizzare i suoi graffiti, specchi della sua identità.